# Hàm Giang
Hàm Giang là một xã thuộc tỉnh Vĩnh Long, Việt Nam.

## Địa lý
Xã Hàm Giang có vị trí địa lý:
- Phía đông giáp xã Đôn Châu và Long Hiệp.
- Phía tây giáp thành phố Cần Thơ, ranh giới là sông Hậu.
- Phía nam giáp xã Đại An.
- Phía bắc giáp xã Trà Cú và Lưu Nghiệp Anh.

Xã Hàm Giang có diện tích 60,66 km², dân số năm 2025 là 30.752 người, mật độ dân số đạt 506 người/km².

## Hành chính
Xã Hàm Giang được chia thành 7 ấp: Chợ, Nhuệ Tứ A, Nhuệ Tứ B, Trà Tro, Trà Tro A, Trà Tro B, Trà Tro C.

## Lịch sử
Sau năm 1975, Hàm Giang là một xã thuộc huyện Trà Cú.
Ngày 1 tháng 8 năm 2008, Chính phủ Việt Nam ban hành Nghị định số 86/2008/NĐ-CP về việc thành lập xã Hàm Tân thuộc huyện Trà Cú trên cơ sở điều chỉnh 2.098 ha diện tích tự nhiên và 7.759 nhân khẩu của xã Hàm Giang.
Sau khi điều chỉnh địa giới hành chính, xã Hàm Giang còn lại 1.652 ha diện tích tự nhiên và 7.111 nhân khẩu.
Ngày 15 tháng 10 năm 2019, Hội đồng Nhân dân tỉnh Trà Vinh ban hành Nghị quyết 157/NQ-HĐND về việc sáp nhập ấp Cà Tốc vào ấp Chợ.
Ngày 16 tháng 6 năm 2025, Ủy ban Thường vụ Quốc hội ban hành Nghị quyết số 1687/NQ-UBTVQH15 về việc sắp xếp các đơn vị hành chính cấp xã của tỉnh Vĩnh Long năm 2025. Theo đó, sắp xếp toàn bộ diện tích tự nhiên, quy mô dân số của các xã Kim Sơn, Hàm Tân và Hàm Giang thành xã mới có tên gọi là xã Hàm Giang.
Sau khi sáp nhập, xã Hàm Giang có 60,66 km² diện tích tự nhiên và dân số 30.752 người.